# The Legend of Heroes
A The Legend of Heroes vagy japán címén Eijú denszecu szerepjáték-sorozat, melyet a Nihon Falcom fejleszt. A sorozat a Dragon Slayer sorozat részeként indult az 1980-as évek végén, majd önálló, évtizedeken átívelő, összefüggő sorozattá fejlődött, tizenhét játékkal, köztük több alsorozattal. A franchise 2004 óta megjelent összes játéka a Trails, vagy japán címén Kiszeki alsorozat tagja. A sorozat legutóbbi játéka, a The Legend of Heroes: Trails Through Daybreak II 2022-ben jelent meg.

## Történet
A sorozatot a Nihon Falcom alkotta meg. A sorozat a Dragon Slayer: The Legend of Heroes megjelenésével indult 1989-ben a Dragon Slayer franchise részeként. Ez különböző számítógépes platformokra, valamint konzolokra, például a Sega Genesisre, a Super Nintendo Entertainment Systemre és a TurboGrafx-16-ra is megjelent. 2005-ig az utóbbi kiadás volt a sorozat első és egyben utolsó angol nyelven megjelent játéka. Japánban azonban az 1992-ben megjelent Dragon Slayer: The Legend of Heroes II-vel folytatódott a sorozat, amely hasonló platformokra jelent meg.
A sorozat harmadik játéka, a The Legend of Heroes III (1994), amely később The Legend of Heroes II: Prophecy of the Moonlight Witch címen jelent meg angolul, elhagyta a „Dragon Slayer” szavakat a címből. Ezt követte a The Legend of Heroes IV (1996) és a The Legend of Heroes V (1999), melyek Japánon kívül később a The Legend of Heroes: A Tear of Vermillion és The Legend of Heroes III: Song of the Ocean címet kapták. A három játék alkotja a „Gagharv-trilógiát”, egy al-sorozatot, amely egy közös történetet dolgoz fel ugyanabban a világban.
A Gagharv-trilógia befejezése után a Falcom egy teljesen új világot és történetet mutatott be a következő játékával: The Legend of Heroes VI: Trails in the Sky (2004). A játék, amely később elhagyta a VI-ot a címéből, két folytatást is kapott Trails in the Sky SC (2006) és Trails in the Sky the 3rd (2007) címmel. A három játék egy új alsorozat első ívét alkotta, amelyet japánul Kiszeki (軌跡; Hepburn: Kiseki, ’Nyomvonal vagy ösvény’), angolul Trails címen ismert. A Trails a Falcom egyik legnagyobb sikerévé vált, és az azóta megjelent összes Legend of Heroes-játék ennek a sorozatnak a része lett.
A sorozat következő két játéka, a The Legend of Heroes: Trails from Zero (2010) és a Trails to Azure (2011) a Trails történetének „Crossbell” ívét alkotja. Ezt követi a Trails of Cold Steel-történetív, amely a 2013-as The Legend of Heroes: Trails of Cold Steel című játékkal kezdődött, és a 2018-as Trails of Cold Steel IV-gyel ér véget. A The Legend of Heroes: Trails into Reverie is ebbe az ívbe tartozik. A Trails Through Daybreak fejlesztés alatt álló történetív 2022-ig kettő kiadást ért meg, és a The Legend of Heroes: Trails Through Daybreak (2021) című résszel kezdődött.
| Év   | Cím                                                      | Al-sorozat    | Megjegyzés |
| ---- | -------------------------------------------------------- | ------------- | --- |
| 1989 | Dragon Slayer: The Legend of Heroes                      | Dragon Slayer | A The Legend of Heroes sorozat első játéka |
| 1992 | Dragon Slayer: The Legend of Heroes II                   | Dragon Slayer | A Dragon Slayer al-sorozat utolsó játéka |
| 1994 | The Legend of Heroes II: Prophecy of the Moonlight Witch | Gagharv       | A Gagharv-trilógia első játéka. Japánban a The Legend of Heroes III címen jelent meg.                                                               |
| 1996 | The Legend of Heroes: A Tear of Vermillion               | Gagharv       | Japánban a The Legend of Heroes IV címen jelent meg, az angol kiadásnál a sorszámot eltávolították, így úgy tűnhet, hogy ez a trilógia első játéka. |
| 1999 | The Legend of Heroes III: Song of the Ocean              | Gagharv       | A Gagharv-trilógia harmadik és egyben utolsó játéka. Japánban The Legend of Heroes V címen jelent meg.                                              |
| 2004 | The Legend of Heroes: Trails in the Sky                  | Trails        | A Trails al-sorozat és a Trails in the Sky-trilógia első játéka. Eredetileg The Legend of Heroes VI címen jelent meg.                               |
| 2006 | The Legend of Heroes: Trails in the Sky SC               | Trails        | |
| 2007 | The Legend of Heroes: Trails in the Sky the 3rd          | Trails        | A Trails in the Sky-trilógia utolsó játéka. |
| 2010 | Ys vs. Trails in the Sky                                 | Trails        | Crossover verekedős játék az Ys és a Trails sorozatok szereplőivel.                                                                                 |
| 2010 | The Legend of Heroes: Trails from Zero                   | Trails        | A Crossbell-történetív első játéka. |
| 2011 | The Legend of Heroes: Trails to Azure                    | Trails        | Crossbell-történetív utolsó része. |
| 2012 | The Legend of Nayuta: Boundless Trails                   | Trails        | Akció szerepjáték spin-off. |
| 2013 | The Legend of Heroes: Trails of Cold Steel               | Trails        | A Trails of Cold Steel-történetszál első tagja. |
| 2014 | The Legend of Heroes: Trails of Cold Steel II            | Trails        | |
| 2016 | The Legend of Heroes: Trails at Sunrise                  | Trails        | Gacsajáték, melyet a UserJoy Technology fejlesztett.                                                                                                |
| 2017 | The Legend of Heroes: Trails of Cold Steel III           | Trails        | |
| 2018 | The Legend of Heroes: Trails of Cold Steel IV            | Trails        | A Trails of Cold Steel-történetív utolsó játéka. |
| 2020 | The Legend of Heroes: Trails into Reverie                | Trails        | A Crossbell- és Trails of Cold Steel-történetívek epilógusa.                                                                                        |
| 2021 | The Legend of Heroes: Trails Through Daybreak            | Trails        | A Trails Through Daybreak-történetív első tagja. A Falcom a Trails sorozat második felének kezdetének tekinti.                                      |
| 2022 | The Legend of Heroes: Trails Through Daybreak II         | Trails        | |

## Manga- és animeadaptációk
1992-ben, ugyanabban az éveben mint a Dragon Slayer: The Legend of Heroes II, megjelent egy Dragon Slayer: The Legend of Heroes-OVA, amely lazán az első játék történetén alapul. 1997-ben az Urban Vision angol nyelvre szinkronizálta, és Észak-Amerikában VHS-en is kiadták.
2009-ben három Trails in the Sky mangakötetet jelentetett meg a Kadokawa Shoten, melyet az ASCII Media Works kiadásában megjelent Trails from Zero: Pre-Story című folytatás követet 2010-ben. 2011. október 10-én, illetve 2012. január 28-án egy-egy Trails in the Sky-OVA-epizód jelent meg. 2023 elején The Legend of Heroes: Trails of Cold Steel – Northern War címmel egy a Trails univerzumban játszódó, a Tatsunoko Production által készített 12 epizódos animesorozat jelent meg.